# Skarven
För andra betydelser, se Skarven (olika betydelser).
Skarven är en fjärd i Mälarens utsträckning mot Uppsala och Ekoln. Skarven börjar norr om Görväln vid Stäksön och sträcker sig vidare norrut till Sigtunafjärden. Vid fjärdens östra sida ligger bland annat Runsa slott och Rosersbergs slott samt Runsa fornborg.
| Vänster: Skarven vy från Stäksön, höger: vy från Runsa fornborg. |  | Vänster: Skarven vy från Stäksön, höger: vy från Runsa fornborg. |
| Vänster: Skarven vy från Stäksön, höger: vy från Runsa fornborg. |  |                                                                  |